# William Merrell Vories

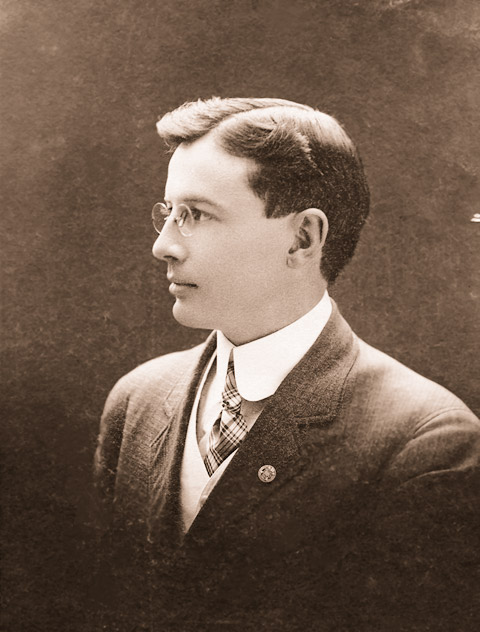
William M. Vories

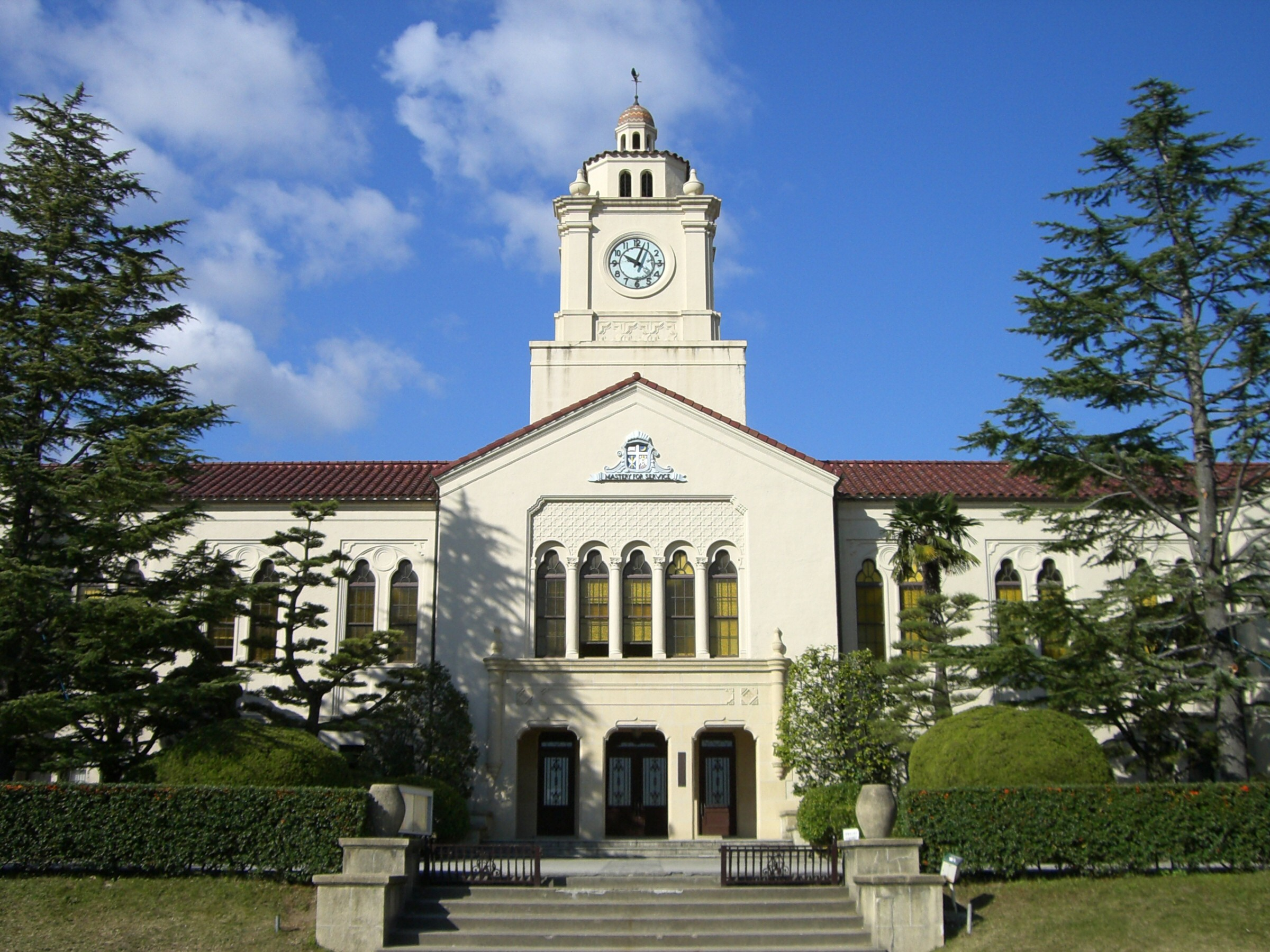
Kwansei-Gakuin-Universität

William Merrell Vories, auch Mereru Hitotsuyanagi (一柳 米来留, geboren 28. Oktober 1880 in Leavenwort, Kansas (USA); gestorben 7. Mai 1964 in Ōmihachiman), war ein christlicher Missionar, Pädagoge und Geschäftsmann, der sein Leben in Japan verbrachte.

## Leben und Werk
William Merrell Vories machte seinen Studienabschluss an der University of Colorado. Er ging 1903 nach Japan, um  christliche Missionsarbeit zu leisten. Er arbeitete als Englischlehrer in Ōmihachiman (Präfektur Shiga) und unterrichtete dabei auch Bibelkunde, gründete einen japanischen Zweig der Young Men’s Christian Association an der Schule und gab Tennis-Unterricht. Er wurde dann aber wegen seines Einsatzes für das Christentum von der Schule entlassen.
Daraufhin eröffnete Vories 1908 ein Architekturbüro in Kyōto und entwarf das Daidō-Seimei-Gebäude (大同生命ビル), die Kaufhäuser Daimaru (大丸) in Osaka und Kyōto, die Kwansei-Gakuin-Universität, die Hochschule für Frauen „Kōbe Jogakuin“ (神戸女学院), die Toyosato-Grundschule (豊郷小学校) und andere Gebäude. 1920 gründete das Unternehmen „Õmi Sales“. 1910 gründete er die „Vories General Partnership Company“ (ヴォーリズ合名会社) und 1912 startete er die Zeitschrift „Kohan no Koe“ (湖畔の声) – „Die Stimme vom Seeufer“. Ab 1914 betrieb er ein Schiff, die „Galilei Maru“ (ガリラヤ丸), um rund um den Biwa-See zu predigen. Er gründete an verschiedenen Orten Kirchen. 1918 gründete er  die „Ōmi Christian Charity Education Foundation“ (近江基督教慈善教化財団近江ミッション, Ōmi kirisutokyō jizen kyōka zaidan Ōmi-Mission) und richtete das „Ōmi-Sanatorium“ (近江療養院, Ōmi ryōyō-in) zur Behandlung von Tuberkulosefällen ein.
1919 heiratete Vories Makiko Hitotsuyanagi (一柳 満喜子), die aus einer alten adeligen Familie stammte. 1933 erfolgte die Gründung der „Ōmi Labor Girls' School“ (近江勤労女学校, Ōmi rōdō jogakkō) und die Umbenennung der „Ōmi Mission“ in „Ōmi Kyōdai-sha“ (近江兄弟社) – „Ōmi Brotherhood“. 1941 erhielt er die japanische Staatsbürgerschaft und nannte sich Merrell Vories Hitotsuyanagi (一柳 米来留, Hitotsuyanagi Mereru).
Nach dem Zweiten Weltkrieg richtete die 1947 die „Ōmi Brotherhood“ eine Grundschule und eine Junior High School ein, die dann 1948 bis zur Oberstufe ausgebaut wurde. 1957 erlitt Vories einen Schlaganfall, von dem er sich bis zu seinem Tod 1964 nicht wieder erholte.
Zu Vories Veröffentlichungen gehören „Waga Ie no Sekkei“ (吾家の設計) – „Aufbau meiner Familie“ und „失敗者の自叙伝“ (失敗者の自叙伝) – „Autobiographie eines Gescheiterten“.
1958 wurde Vories Ehrenbürger von Ōmihachiman. Der Staat ehrte ihn posthum mit dem Orden des Heiligen Schatzes, 3. Klasse.